# Mönthal
Mönthal es una comuna suiza del cantón de Argovia, situada en el distrito de Brugg. Limita al norte con la comuna de Gansingen, al este con Remigen, al sur con Bözberg, al suroeste con Effingen, al oeste con Elfingen, y al noroeste con Laufenburg.

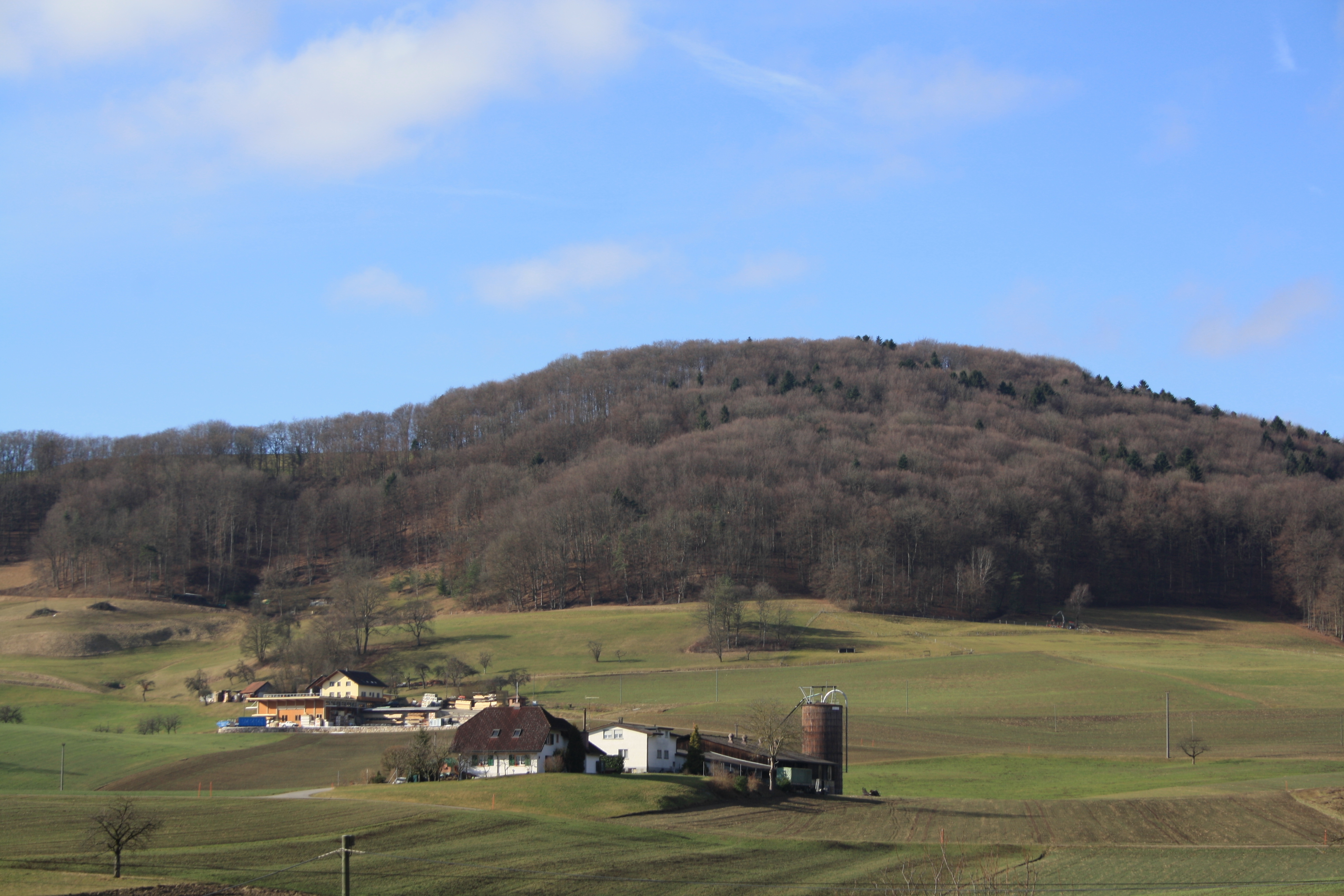
Vista de Mönthal.